# Goalball

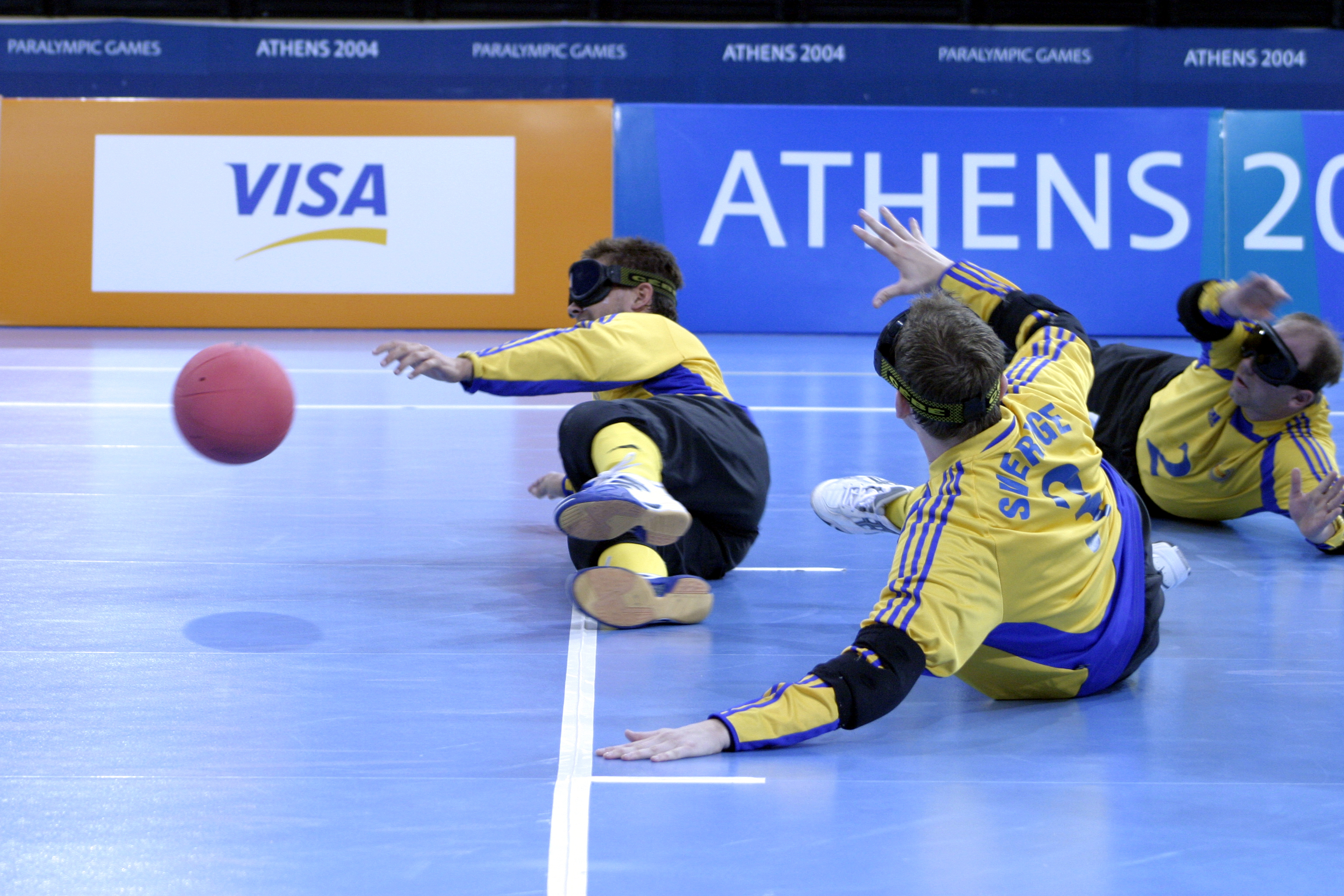
Goalball v podání švédských sportovců na paralympijských hrách v Aténách

Goalball je kolektivní míčový sport provozovaný zejména nevidomými a slabozrakými sportovci. Goalball vznikl díky snaze Rakušana Hanze Lorenzena a Němce Setta Reindlea, kteří přišli v roce 1946 s tímto sportem jako s prostředkem rehabilitace vojáků osleplých za druhé světové války. Na Paralympijských hrách se poprvé objevil v roce 1976 v kanadském Torontu.
V Goalballu proti sobě hrají dvě tříčlenná družstva. Hraje se na hřišti o rozměrech 9×18 metrů. Hřiště je středovou čárou rozdělené na dvě hráčská pásma, z nichž každé je rozděleno na obranné, útočné a neutrální pásmo (po 3 metrech). Cílem hry je dopravit míč za koncovou čáru na straně protivníka. Hráči při hře používají klapky na oči, aby se vyrovnal stupeň ztráty zraku. K určení pozice míče na hřišti využívají sluch. Z toho důvodu jsou uvnitř míče rolničky, které při jeho pohybu zvoní.